# 科亞斯卡鄉
44°43′N 25°51′E / 44.717°N 25.850°E
科亞斯卡鄉（羅馬尼亞語：Comuna Cojasca, Dâmbovița），是羅馬尼亞的鄉份，位於該國南部，由登博維察縣負責管轄，面積23平方公里，海拔高度132米，2007年人口7,374，人口密度每平方公里326人。